# Chironomus valkanovi
Chironomus valkanovi är en tvåvingeart som beskrevs av Michailova 1974. Chironomus valkanovi ingår i släktet Chironomus och familjen fjädermyggor. Inga underarter finns listade i Catalogue of Life.